# Bökönbaev
Bökönbaev (in kirghiso Бөкөнбаев?), è una città in Kirghizistan, capoluogo del distretto di Tong.
L'insediamento è il maggiore centro sulla riva meridionale del lago Ysyk-Köl ed è il punto di partenza per le escursioni verso le montagne circostanti nonché sede di spettacoli di falconeria. Come in tutta la zona, l'industria turistica risulta fortemente ridimensionata rispetto ai tempi dell'Unione Sovietica.